# (28268) 1999 CA14
1999 سي أي 14 (ويعرف أيضًا باسم (28268) 1999 سي أي 14 وفق تسمية الكوكب الصغير) (بالإنجليزية: 1999 CA14)‏ هو كويكب ضمن حزام الكويكبات؛ وترتيبه 28268 من حيث الاكتشاف.
اكتُشف هذا الجُرم الفلكي بواسطة Nobuhiro Kawasato ‏ في 8 فبراير 1999.

## وصلات خارجية
- (28268) 1999 CA14 في قاعدة بيانات مختبر الدفع النفاث لأجرام النظام الشمسي الصغيرة

- الاكتشاف · مخطط المدار ·  العناصر المدارية · المعلمات المادية

- (28268) 1999 CA14 على موقع ويكي سكاي: DSS2, SDSS, GALEX, IRAS, Hydrogen α, X-Ray, Astrophoto, Sky Map, Articles and images